# Risberget
Risberget är ett naturreservat i Vindelns kommun i Västerbottens län.
Området är naturskyddat sedan 2001 och är 10 hektar stort. Reservatet omfattar Risbergets topp och sydvästsluttning och består av en gammal barrblandskog.